# Badi (India)
Badi è una suddivisione dell'India, classificata come nagar panchayat, di 16.094 abitanti, situata nel distretto di Raisen, nello stato federato del Madhya Pradesh. In base al numero di abitanti la città rientra nella classe IV (da 10.000 a 19.999 persone).

## Geografia fisica
La città è situata a 23° 28' 0 N e 74° 50' 60 E e ha un'altitudine di 462 m s.l.m..

## Società

### Evoluzione demografica
Al censimento del 2001 la popolazione di Badi assommava a 16.094 persone, delle quali 8.531 maschi e 7.563 femmine. I bambini di età inferiore o uguale ai sei anni assommavano a 2.679, dei quali 1.364 maschi e 1.315 femmine. Infine, coloro che erano in grado di saper almeno leggere e scrivere erano 9.789, dei quali 5.915 maschi e 3.874 femmine.